# Rocznik Polskiego Towarzystwa Heraldycznego
Rocznik Polskiego Towarzystwa Heraldycznego – pismo wydawane w latach 1905–1913 we Lwowie, a w latach 1920–1930 w Krakowie pod redakcją Władysława Semkowicza (początkowo pod nazwą "Rocznik Towarzystwa Heraldycznego"). Pismo poświęcone było nie tylko heraldyce, ale również sfragistyce i genealogii. Poza artykułami K. Dobrowolskiego, Stanisława Kozierowskiego, S. Mikuckiego, B. Namysłowskiego, Hanny Polaczkówny, A. Prohaski i innych, pismo zamieszczało polską bibliografię heraldyczno-genealogiczną w opracowaniu Zygmunta Wdowiszewskiego.
Rocznik został wznowiony jako „Nowa seria” przez odrodzone Polskie Towarzystwo Heraldyczne i t. I(XII) ukazał się w 1993 r. (ISSN 1230-803X). Od t. I do VIII redaktorem był zmarły w 2010 r. prof. Stefan Krzysztof Kuczyński, od 2010 r. (tom IX) tę funkcję pełni Sławomir Górzyński. Rocznik wydawany jest w Warszawie przez Wydawnictwo DiG. Tom X w 2011 r. ukazał się równolegle w języku polskim i angielskim.